# Francesc Obrador Moratinos
Francesc Obrador Moratinos (Palma, 8 de febrer de 1942) és un polític mallorquí del PSIB-PSOE.

## Biografia
Nascut a la Soledat, barriada obrera i popular de Palma, cursà estudis eclesiàstics al seminari Conciliar de Sant Pere (Palma) i el 1968 s'ordenà capellà. El 1957 fou un dels fundadors de la Joventut Obrera Catòlica (JOC), el 1966 inicià la seva militància sindical i el 1968 entrà a Comissions Obreres. El 1969 ingressà a Bandera Roja i en fou membre del Comitè Nacional. El mateix any participà en la fundació de Cristians pel Socialisme. Milità en el Partit Comunista d'Espanya (PCE) i fou dirigent local de la Unió Sindical Obrera (USO) però l'abandonà per fundar, amb altres, el Partit Socialista de les Illes (PSI), del qual n'encapçalà la llista a les eleccions generals espanyoles de 1977.
En el terreny sindical, fou secretari a les Illes Balears de la Unió de Tècnics i Treballadors. Fundà l'Associació Sindical de Treballadors de l'Hostaleria (ASTH), en la qual milità, i fou secretari general de la UGT Balears del 1977 al 1990.
Fou conseller del Consell Insular de Mallorca (1979-1983) i batle de Calvià dues legislatures (1983-1987 i 1987-1991). construí escoles, instal·lacions esportives i les bases i infraestructures per a desenvolupar el municipi, però va rebre el Premi Ciment del Grup d'Ornitologia Balear (GOB) per la seva considerable falta de planificació i previsió, causant disfuncions en el medi ambient.
Posteriorment candidat a la presidència del Govern Balear pel PSIB a les eleccions al Parlament de les Illes Balears de 1991. Va perdre les eleccions davant Gabriel Cañellas i es va convertir en líder de l'oposició al Parlament Balear i portaveu parlamentari dels socialistes.
Durant el Govern del Pacte de Progrés, fou director general de Formació del Govern Balear (1999- juliol de 2001) i cessà en aquest càrrec per passar a ser President del Consell Econòmic i Social de les Illes Balears (juliol de 2001-setembre de 2006). El 2007 va rebre el Premi Ramon Llull.